# 須永剛司
須永 剛司（すなが たけし、1951年 - ）は、デザイン教育者。研究者。
2015年～  東京芸術大学美術学部デザイン科 情報・設計研究室教授 （常勤）。2015年～  京都大学デザイン学大学院連携プログラムデザイン学ユニット 特任教授 （非常勤）。
情報デザインを専門とし、情報とコミュニケーションに形を与え、ソフトウエア・プロダクトとサービスのデザイン領域を 構築している。コミュニティと社会のデザインマインド構築も試みている。横浜出身。

## 略歴
1974年 多摩美術大学美術学部立体デザイン科 卒業。1976年 多摩美術大学大学院美術研究科立体デザイン専攻修士課程修了。
1976年 GKインダストリアルデザイン研究所勤務。1983年 筑波大学大学院芸術研究科生産デザイン修士課程修了。1987年 筑波大学大学院芸術研究科博士課程。
1988年 イリノイ工科大学で情報設計方法研究。1989年 多摩美術大学美術学部二部デザイン学科講師。多摩美術大学上野毛デザイン学科で情報デザイン実験プログラムを展開。
1990年 ～ 1991年 筑波大学第二学群総合科目 非常勤講師。1992年 多摩美術大学美術学部二部デザイン学科助教授。1994年～ 1995年 慶應義塾大学理工学部管理工学科 非常勤講師。
1995年 スタンフォード大学Prof. WinogradのもとでHCIデザイン研究(Stanford University, Dept. of Computer Science, Dept. of Mechanical Engineering Researcher)。
1995年～ 1996年 東京大学教育学部  非常勤講師。1996年～ 1997年 慶應義塾大学環境情報学部環境情報学科非常勤講師。
1997年 多摩美術大学美術学部二部デザイン学科教授。1997年～ 1998年  東京大学教育学部  非常勤講師。
1998年 多摩美術大学美術学部情報デザイン学科教授。2003年～   東北工業大学工学部 工業意匠学科  非常勤講師。
2006年～ 2007年 北海道大学科学技術コミュニケーター養成ユニット非常勤講師。

## 受賞歴
- 2013年 国立 研究開発法人産業技術総合研究所 サービス工学研究センターBest Innovative Design Award "UPAD Toolkit for Service Design",Innovative Design Contest, Design Engineering Workshop 2013（共同）[1]
- 2013年 日本デザイン学会年間作品賞（共同）[2]

## 主な著作歴
- 1996年現代デザインを学ぶ人のために 世界思想社 （共著）
- 1998年情報とメディア−現代の教育８ 岩波書店 （共著）
- 2002年情報デザイン グラフィック社 （共著）